# Castle Rock (film)
Castle Rock  è un film statunitense del 2000 diretto da Craig Clyde.
È un film d'azione con Alana Austin, Roger Velasco, Ernest Borgnine e Pamela Bach-Hasselhoff.

## Produzione
Il film, diretto e sceneggiato da Craig Clyde   con il soggetto di Bryce W. Fillmore e  dello stesso Clyde, fu prodotto da Bryce W. Fillmore per la Majestic Film Partners e la Tag Entertainment e girato a Ridgecrest e a Trona in California nel febbraio del 2000.

## Distribuzione
Il film fu distribuito negli Stati Uniti nel 2000. È stato distribuito anche in Brasile in televisione con il titolo Fuga Sem Fim.